# 경명철
경명철(1953년 ~ )은 대한민국의 방송인이다.

## 학력
- 제물포고등학교
- 고려대학교 신문방송학과 학사

## 경력
- KBS 예능본부 PD (1978년 입사)
- KBS 제주방송총국 편성제작팀장
- KBS TV제작본부 예능운영팀장 (차장급)
- KBS 예능본부 편성기획팀장 (국장급)
- KBS 심의평가실 자문위원
- KBS TV제작본부 외주제작국장 (애니메이션 운영사업팀장 겸임)
- KBS 콘텐츠본부 센터장 (본부장급)